# Shabazz Napier
Shabazz Bozie Napier (nascido em 14 de julho de 1991) é um americano jogador de basquete profissional que joga como Armador do  FC Bayern München da Basketball Bundesliga (BBL) e na Euroliga Ele foi selecionado pelo Charlotte Hornets como a 24º escolha geral no Draft de 2014 e imediatamente foi negociado para o Miami Heat.
Napier jogou basquete universitário no Connecticut Huskies e ganhou dois campeonatos nacionais em 2011 e 2014.

## Início da vida
Napier nasceu em Roxbury, Massachusetts, filho da porto-riquenha Carmen Velasquez. Ele tem uma irmã mais velha, Titânia, e um irmão mais velho, Timmie.
Ele cresceu em Mission Hill, Boston, e começou a gostar de basquete durante esse período.

## Carreira no ensino médio
Napier cursou seus dois primeiros anos de ensino médio na Charlestown High School, em Charlestown, Massachusetts, antes de se transferir para a Lawrence Academy, em Groton, Massachusetts.
Em seu último ano, Napier levou a Lawrence Academy a uma temporada invicta de 29-0, vencendo o título do New England Prep Class C depois de derrotar St. Mark. Ele terminou o jogo com 23 pontos, 8 roubadas de bola e 8 assistências, sendo eleito o MVP.
Considerado um recruta de quatro estrelas pela Rivals.com, Napier foi listado como o 25° melhor armador e o 98° melhor jogador do país em 2010.
Em janeiro de 2014, a Charlestown High School aposentou a camisa da Napier.

## Carreira na faculdade

### Primeiro ano

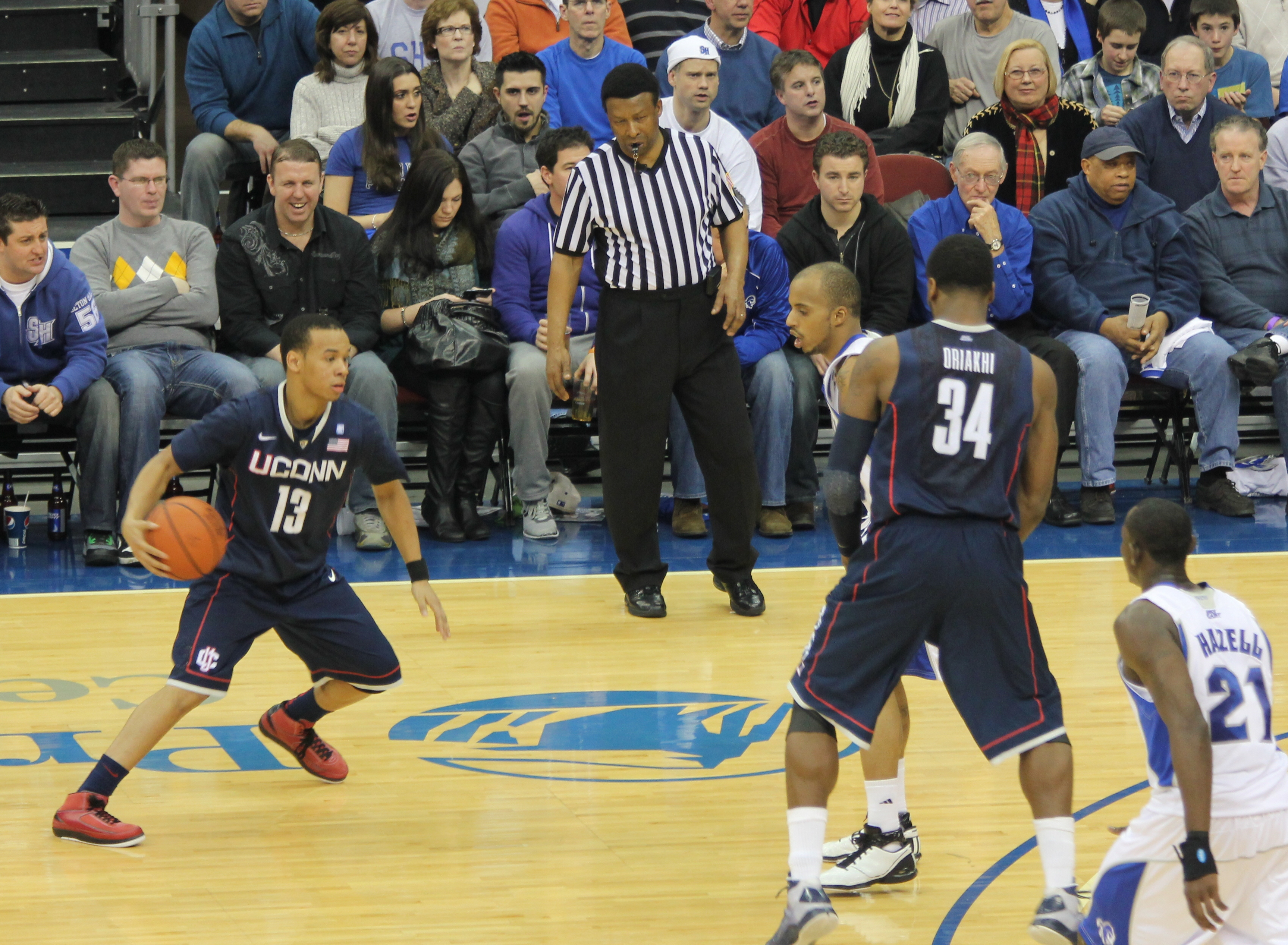
Napier driblando e fazendo o pick and roll com seu companheiro Alex Oriakhi.

Napier escolheu a Universidade de Connecticut com o técnico Jim Calhoun. Ele teve um ano de calouro sólido em 2010-2011 sendo reserva de Kemba Walker. Ele jogou em todos os 41 jogos tendo uma média de 7,8 pontos, 3,0 assistências e 1,8 roubos de bola. No final da temporada regular, Napier foi nomeado para o Time de Novatos da Big East juntamente com seu companheiro de equipe, Jeremy Lamb.
Napier ajudou Connecticut a terminar a temporada com um recorde de 32-9 (9-9 conferência) e vencer o Campeonato da Conferência Big East e o Campeonato Nacional em 2011.

### Segunda temporada
Durante o verão, após seu primeiro ano, Napier foi convidado para os testes da equipe da World University Games de 2011.
Em seu segundo, ele virou titular em Connecticut e viu seus números melhorarem tendo médias de 13.0 pontos, 5.8 assistências, 3.5 rebotes e 1.6 roubadas por jogo.
Napier marcou seu primeiro triplo-duplo (o nono na história do basquete masculino de Connecticut) com 22 pontos, 12 rebotes e 13 assistências contra Coppin State em 20 de novembro de 2011. Connecticut acabou perdendo para Iowa no Torneio da NCAA e terminou a temporada com um recorde de 20-14 (8-10 na conferência).
Antes de sua terceira temporada começar, Napier considerou a transferência após a aposentadoria do treinador Jim Calhoun e a proibição da equipe de participar da pós-temporada na temporada seguinte, mas optou por permanecer. Connecticut contratou o assistente técnico Kevin Ollie para substituir Calhoun como técnico principal.

### Terceira temporada
Após seu retorno, Napier, juntamente com seu companheiro de equipe, Ryan Boatright, subiu para o holofote nacional, destacando-se como um dos melhores do país, já que ambos fizeram um combinado de 33 pontos e 9 assistências por jogo. Ele também marcou seu milésimo ponto da carreira em um jogo contra DePaul. Napier teve uma média de 17,1 pontos, 4,6 assistências, 4,4 rebotes e 2,0 roubos de bolas.
Após o final da temporada regular, Napier foi selecionado para a Equipe do Distrito 1 All-USBWA e foi nomeado como Jogador do Ano do Distrito I da USBWA. Ele foi escolhido para a Primeira-Equipe da Big East e foi uma menção honrosa para o Big East Player of the Year.
Ele liderou os Huskies no primeiro ano do técnico Kevin Ollie para um recorde de 20-10 (10-8 na conferência), apesar de não ter elegibilidade para a pós-temporada.

### Quarta temporada
Em 26 de abril de 2013, Napier optou por retornar à equipe em seu último ano junto com Ryan Boatright e DeAndre Daniels. Napier disse que voltou pois queria obter seu diploma e voltar a jogar no Torneio da NCAA. Napier foi indicado como candidato ao Wooden Award, Prêmio Bob Cousy, Prêmio Naismith, Prêmio de Classe Sênior e Troféu Oscar Robertson.
Ele registrou seu 2ª triplo-duplo (10ª na história de UConn) com 14 pontos, 11 rebotes e 10 assistências em 11 de novembro de 2013. Napier liderou a equipe até o título do 2K Sports Classic Title e foi nomeado MVP do Torneio.
Após o final da temporada regular, Napier foi eleito como uma escolha unânime para o Primeiro-Time da AAC e foi premiado com o Prêmio de Jogador do Ano da AAC. Ele foi eleito o Melhor Jogador da USBWA District pela segunda temporada consecutiva e foi nomeado pra Primeira-Equipe All-American da equipe Wooden, do time da Associated Press, USBWA e NABC. No torneio da AAC, Napier foi nomeado para a equipe All-Tournament depois de liderar os Huskies para o vice-campeonato, perdendo para Louisville na final.
No Torneio da NCAA, Connecticut passou por St Joseph, Villanova, Iowa e ganhou a Final Regional do Leste derrotando Michigan com Napier sendo nomeado o MVP do jogo. Ele continuou a liderar os Huskies até a Final Four, derrotando Flórida antes de chegar a Final Nacional. Em 6 de abril, Napier foi nomeado o vencedor do prêmio Bob Cousy como o Point Guard do Ano. Em 7 de abril, Napier e os Huskies derrotaram Kentucky por 60-54 e se sagraram Campeões Nacionais com Napier sendo eleito o MVP.
Connecticut terminou a temporada com um recorde de 32-8 no geral (12-6 na conferência) e Napier teve uma média de 18,0 pontos, 5,9 rebotes, 4,9 assistências e 1,8 roubadas de bola. Napier foi posteriormente introduzido nos Huskies of Honor.
Napier, juntamente com os colegas Niels Giffey e Tyler Olander, da UConn, são os únicos jogadores masculinos a ganharam campeonatos nacionais como novatos e veteranos. Ele é o único jogador na história da Universidade de Connecticut com 1.500 pontos, 500 rebotes, 500 assistências e 250 roubos de bola em sua carreira. Ele terminou sua carreira em quarto lugar na lista de pontuação (1.959 pontos), primeiro em jogos disputados (143), primeiro em lances livres feitos (509) e terceiro em assistências (646).

## Carreira profissional

### Miami Heat (2014–2015)
Em 26 de junho de 2014, Napier foi selecionado pelo Charlotte Hornets como a 24º escolha geral no Draft de 2014. Mais tarde, ele foi negociado para o Miami Heat na noite do Draft. Em 18 de julho de 2014, ele assinou contrato com o Heat após uma média de 10,2 pontos em quatro jogos da Summer League.
Em 13 de dezembro de 2014, ele foi designado para o Sioux Falls Skyforce da D-League. Ele foi chamado de volta em 15 de dezembro, transferido em 30 de dezembro e voltou a equipe em 7 de janeiro. Em 20 de fevereiro, ele fez 18 pontos, 7 rebotes e 6 assistências na vitória por 111-87 sobre o New York Knicks.
Em 1 de abril de 2015, Napier foi descartado do resto da temporada depois de passar por uma cirurgia para reparar uma hérnia. Ele se recuperou a tempo de se juntar ao time da Summer League do Heat em julho para competir em Orlando e Las Vegas.

### Orlando Magic (2015–2016)
Em 27 de julho de 2015, Napier foi negociado para o Orlando Magic, juntamente com considerações de dinheiro, em troca de uma escolha de segunda rodada do Draft de 2016.
Em 11 de novembro de 2015, ele marcou 22 pontos em uma vitória por 101-99 sobre o Los Angeles Lakers.

### Portland Trail Blazers (2016–2018)
Em 7 de julho de 2016, Napier foi negociado para o Portland Trail Blazers em troca de considerações de dinheiro. Em 10 de abril de 2017, ele marcou 32 pontos em uma vitória por 99-98 sobre o San Antonio Spurs.
Em 28 de dezembro de 2017, Napier marcou 15 de seus 23 pontos no último quarto da temporada para ajudar na vitória por 114-110 sobre o Philadelphia 76ers.

### Brooklyn Nets (2018–presente)
Em 17 de julho de 2018, Napier assinou com o Brooklyn Nets. Em 29 de dezembro, ele fez 32 pontos em uma derrota por 129-115 para o Milwaukee Bucks. Em 11 de janeiro contra o Toronto Raptors, ele ampliou sua sequência de jogos com pelo menos 10 pontos para oito na carreira. Em 6 de fevereiro, ele teve seu primeiro double-double com 10 pontos e 11 assistências em uma vitória por 135-130 sobre o Denver Nuggets.
Ele terminou a temporada com médias de 9,4 pontos, 1,8 rebotes e 2,6 assistências em 17,6 minutos.

## Carreira na seleção
A mãe e gerente de Napier, Carmen Velásquez, é etnicamente porto-riquenha, o que o tornou qualificado para representar Porto Rico sob os regulamentos da FIBA.
Em 19 de fevereiro de 2012, foi anunciado que, após reuniões formais com a Federação Porto-riquenha de Basquete, ele havia apresentado a documentação exigida e concordou em se juntar a Seleção Porto-Riquenha de Basquetebol para o próximo torneio, o Centrobasket de 2012. Este torneio serviu como qualificador para o Copa América de Basquetebol Masculino mas ele acabou não participando devido a uma lesão.
Em dezembro de 2013, o então técnico da seleção, Paco Olmos, realizou uma reunião com Napier e Velásquez, onde seu programa foi explicado. O treinador referiu-se a esta reunião como "construtiva" e depois observou que ambos os lados mantiveram uma boa comunicação.
Quando questionado sobre a possibilidade de se juntar a Porto Rico em 2014, Napier respondeu dizendo: "Eu adoraria ter essa experiência. Seria algo único e que definitivamente vai me nos objetivos que estabeleci. Será um honra. [...] Tudo o que sou hoje devo à educação da minha mãe, que ficaria orgulhosa se eu jogar em Porto Rico."

## Estatísticas

### Temporada regular
| Ano      | Time     | PJ  | MPJ  | AP   | 3P   | LL   | RT  | AS  | BR  | TO | PPJ |
| -------- | -------- | --- | ---- | ---- | ---- | ---- | --- | --- | --- | -- | --- |
| 2014–15  | Miami    | 51  | 19.8 | .382 | .364 | .786 | 2.2 | 2.5 | .8  | .1 | 5.1 |
| 2015–16  | Orlando  | 55  | 10.9 | .338 | .327 | .733 | 1.0 | 1.8 | .4  | .0 | 3.7 |
| 2016–17  | Portland | 53  | 9.7  | .399 | .370 | .776 | 1.2 | 1.3 | .6  | .0 | 4.1 |
| 2017–18  | Portland | 74  | 20.7 | .420 | .376 | .841 | 2.3 | 2.0 | 1.1 | .2 | 8.7 |
| 2018–19  | Brooklyn | 56  | 17.6 | .389 | .333 | .833 | 1.8 | 2.6 | .7  | .3 | 9.4 |
| Carreira | Carreira | 289 | 16.1 | .393 | .354 | .812 | 1.7 | 2.0 | .8  | .1 | 6.4 |

### Playoffs
| Ano      | Time     | GP | MPJ  | AP   | 3P   | LL   | RT  | AS  | BR  | TO | PPJ |
| -------- | -------- | -- | ---- | ---- | ---- | ---- | --- | --- | --- | -- | --- |
| 2017     | Portland | 4  | 11.8 | .421 | .455 | .750 | 1.0 | .8  | .5  | .0 | 6.8 |
| 2018     | Portland | 2  | 17.5 | .455 | .000 | .500 | 1.0 | 1.5 | 1.5 | .0 | 5.5 |
| Carreira | Carreira | 6  | 13.7 | .433 | .333 | .700 | 1.0 | 1.0 | .8  | .0 | 6.3 |

Fonte:

## Prêmios e Homenagens
- 2× Campeão da NCAA (2011, 2014)
- Melhor Jogador do Final Four da NCAA (2014)
- Primeira-Equipe All-American (2014)
- Prêmio Bob Cousy (2014)
- Jogador do Ano da AAC (2014)
- Primeira-Equipe All-AAC (2014)
- Primeira-Equipe All-Big East (2013)